# Lampides luniger
Lampides luniger är en fjärilsart som beskrevs av Lambertus Johannes Toxopeus 1930. Lampides luniger ingår i släktet Lampides och familjen juvelvingar. Inga underarter finns listade i Catalogue of Life.